# Prix national des arts plastiques (Maroc)
Le Prix national des arts plastiques est un prix artistique qui est décerné chaque année depuis 2022 par le Ministère de la Jeunesse, de la Culture et de la Communication – Département de la Culture.

## Présentation
Cette manifestation vise à encourager les artistes à la créativité et les inciter à poursuivre leurs efforts innovants voire découvrir les énergies nationales parmi les jeunes tout en leur allouant un soutien financier et médiatique.
Le Prix national des arts plastiques» comporte les catégories suivantes :
- prix national des jeunes artistes peintres ;
- prix national de la photographie artistique ;
- prix de la sculpture.

Le Prix national des artistes peintres est destiné aux personnes âgées de 18 à 30 ans. Organisée par le département de la Culture du ministère de la Jeunesse, de la Culture et de la Communication, la compétition se déroule en deux phases.
Une première sélection a lieu au niveau de chaque direction régionale, lors des rencontres régionales, récompensant chacune trois artistes par discipline.
Dans la deuxième phase, les gagnants des rencontres régionales concourent au cours de la rencontre nationale des artistes plasticiens pour le Prix national des artistes.

## Historique
La première édition du Prix national des arts plastiques a lieu au titre de l'année 2022.

## Lauréats

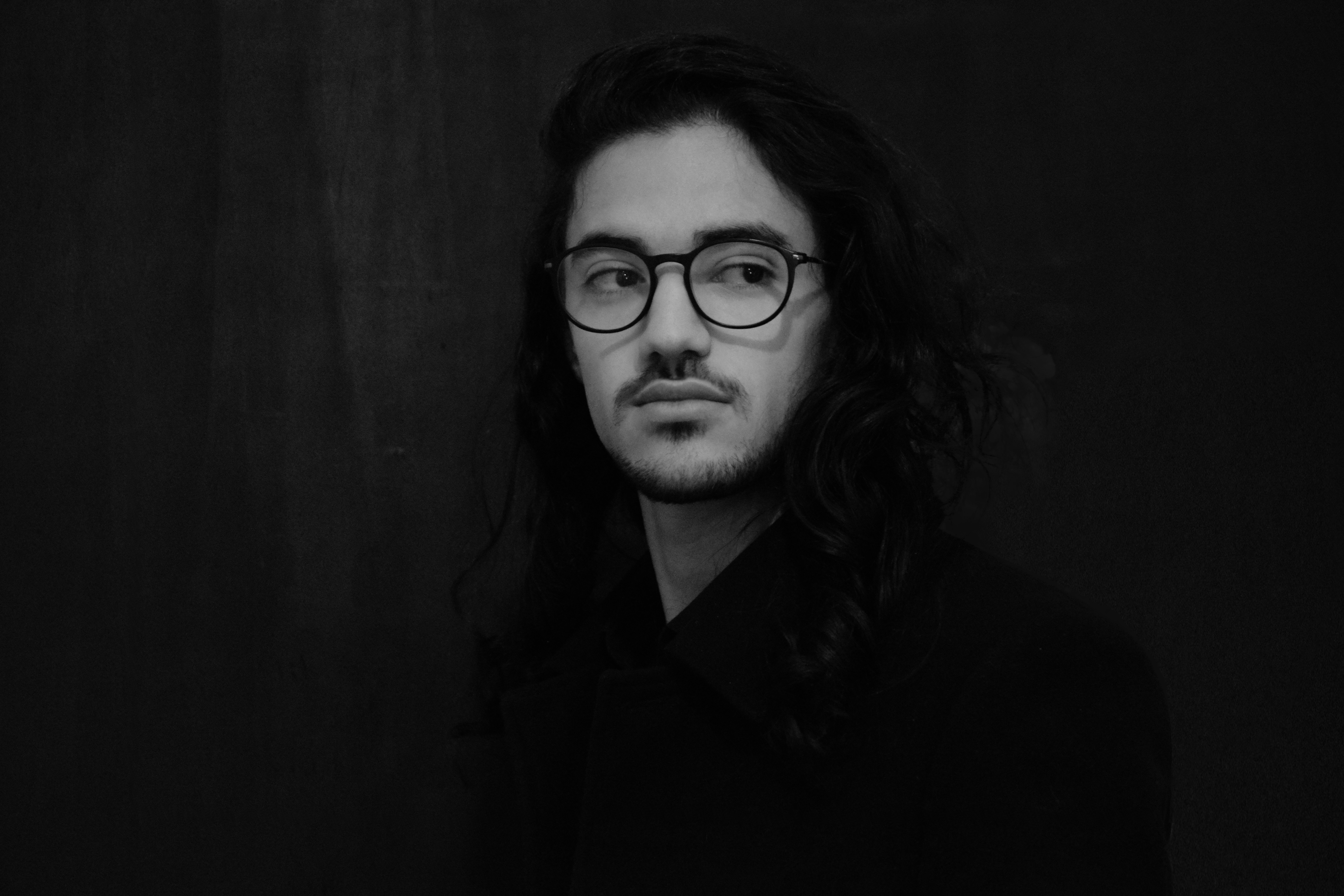
Mohammed Arrhioui, artiste visuel lauréat en 2022, diplômé de l’école supérieure des beaux-arts de Casablanca.

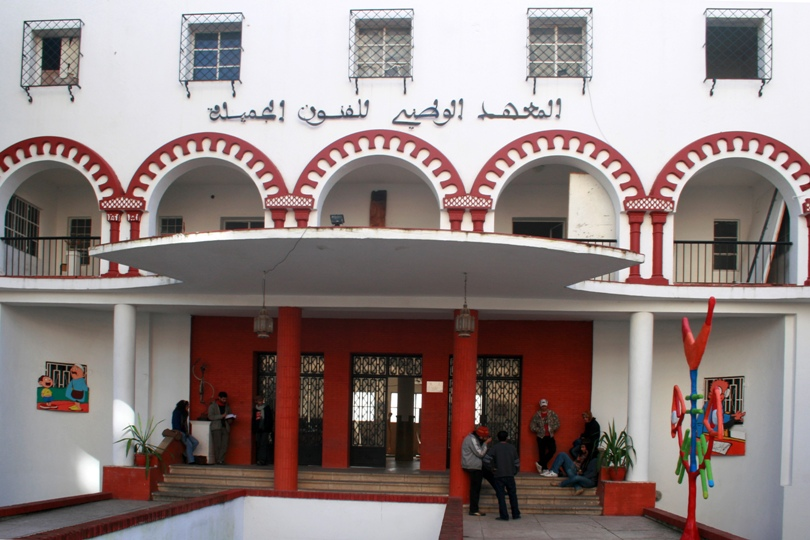
Ziad Al Mansouri, artiste peintre. lauréat en 2022, diplômé de l'Institut national des beaux-arts de Tétouan.

| Année | Lauréats                                                                               |
| ----- | -------------------------------------------------------------------------------------- |
| 2022  | Prix national d'excellence : Ziad Al Mansouri Prix d’encouragement : Mohammed Arrhioui |

| Année | Lauréats                                                                                           |
| ----- | -------------------------------------------------------------------------------------------------- |
| 2022  | Premier prix : Youssef Akougan Deuxième prix : Abderrahim Arouicha Troisième prix : Zahra Akhamssi |

| Année | Lauréats |
| ----- | --- |
| 2022  | Premier prix : Mohammed Ghouzoula Deuxième prix : Lahcen Mahmoudi Troisième prix : Zouhair Chihad et Mohamed El Amine Slamane |